# Zymase
Zymase ist die traditionelle Bezeichnung für eine Gruppe von Enzymen, die unter anderem aus Hefen gewonnen werden können, mit denen die alkoholische Gärung von Hexosen katalysiert wird. Neben Hefearten bilden auch Bakterien Zymase. So nutzt Sarcina ventriculi den gleichen enzymatischen Weg wie Hefe, während Zymomonas mobilis einen alternativen Weg beschreitet. Pediokokken und einige Thermophile Organismen liefern ebenfalls Zymasen.
Zymase ist auch die Sammelbezeichnung für die zur Gärung in der Hefe notwendigen Enzyme. Letztere führten Eduard Buchner zur Entdeckung der zellfreien Gärung, als er 1897 zellfreie Hefeextrakte für die Anwendung in der Heilkunde untersuchte. Für diese Entdeckung bekam Buchner 1907 den Nobelpreis für Chemie.